# DNA²
DNA² (D・N・A2 ～何処かで失くしたあいつのアイツ?, DNA² Dokokade nakushita aitsuno aitsu) è un manga di Masakazu Katsura del 1993 adattato poi in un anime televisivo di 12 episodi nel 1994 e in tre OAV nel 1995. Tutti i 15 episodi sono editi in Italia dalla Yamato Video.

## Trama
(Karin, prima di partire per la sua missione)
Una ragazza di nome Karin Aoi viene mandata 100 anni prima nel passato (corrispondente ai giorni nostri) per modificare la storia. Karin è una DNA Operator ed il suo compito è quello di evitare che Junta Momonari diventi il Mega Playboy. Nel futuro da cui lei proviene c'è un grave problema di sovrappopolazione: il Mega Playboy, durante la sua vita, ha avuto un figlio da ognuna delle sue 100 amanti; i figli maschi, a loro volta, hanno avuto 100 figli e nel giro di breve tempo la popolazione mondiale è cresciuta in maniera esponenziale.
Dopo aver localizzato il bersaglio si meraviglia che Junta debba diventare il Mega Playboy. Junta infatti ha un grosso problema, se vede una ragazza anche solo in lingerie o ne sfiora il corpo (nonostante la ragazza sia vestita) non riesce a trattenersi dal vomitare. Solo una ragazza non scatena in lui questo effetto: Ami Kurimoto, amica d'infanzia, che si può definire maschiaccio nel comportamento e che lui non considera una ragazza. Proprio a causa di questo grosso dubbio decide che prima di agire deve verificare l'identità di Junta e per questo lo invita in un bar per raccogliere informazioni su di lui nel modo più diretto ed immediato. Lì gli racconta la sua missione e verificati i dati completa la sua missione sparandogli un apposito proiettile inibitorio.
Immediatamente scappa via e torna nel nascondiglio della navicella del tempo contenta di aver già completato la sua missione. Lì si accorge però di aver portato via dal futuro il proiettile sbagliato e, facendo fare all'intelligenza artificiale di bordo una verifica, risulta che c'è una percentuale del 120% che questo errore provochi il risveglio del Mega Playboy. Questa notizia sconforta molto Karin che decide di osservare per un po' il comportamento di Junta.
Qualcosa in lui effettivamente è cambiato: in situazioni dove c'è qualche ragazza da proteggere Junta si trasforma nel Mega Playboy e la sua forza e coraggio aumentano; tale effetto però dura solo pochi minuti e in breve Junta torna allo stato precedente, con il relativo problema. Nelle sue osservazioni Karin nota che c'è una ragazza che riesce a non scatenare il Mega Playboy, ma anzi riesce a bloccarlo e far tornate in sé Junta: questa ragazza è Ami e per questo Karin cerca di compiere la missione per cui era stata inviata cercando di far mettere insieme i due ragazzi.

## Personaggi

I protagonisti della serie, Karin e Junta

- Junta Momonari - il protagonista. È affetto da una strana patologia che lo costringe a vomitare ogni volta che tocca una ragazza o ne vede alcune parti del corpo. Karin Aoi viene mandata indietro nel tempo per evitare che Junta si trasformi nel Mega Playboy. Si innamora di Karin e dimostra, inizialmente, di amarla più di Ami. Il mega playboy è un alter ego di Junta Momonari, che in alcune condizioni muta il proprio essere da ragazzo timido a playboy (senza modificare l'aspetto esteriore). Quando assume l'aspetto di Mega Playboy tutte le ragazze che solo lo guardano si innamorano di lui attratte dal suo DNA. Sotto questa forma inoltre acquisisce alcuni poteri diventando più forte, coraggioso e deciso.
- Karin Aoi - la sua missione, 100 anni nel passato, è modificare il dna di Junta per evitare che si trasformi nel Mega Playboy. Usa un siero sbagliato (inserito dentro un bossolo di pistola) ed è quindi costretta a riparare il danno. È molto carina e durante la serie prima subisce il fascino del Mega Playboy, poi si innamora di Junta (di cui apprezza il carattere dolce).
- Ami Kurimoto - amica d'infanzia di Junta. Innamorata di lui, non vuole ammetterlo anche se si ingelosisce quando Junta è a contatto con altre ragazze. È l'unica a non risentire dell'influsso di Mega Playboy.
- Ryuji Sugashita - fidanzato libertino e molto ricco di Tomoko. Quando la ragazza si innamora del Mega Playboy si prefissa di prendersi una rivincita su Junta a tutti i costi.
- Tomoko Saeki - ragazza di Ryuji, si innamora di Mega Playboy e con questo fa infuriare il suo fidanzato.
- Kotomi Takanashi - miglior amica di Ami, si innamora del Mega Playboy. Durante la serie si scopre che è affetta da un problema imbarazzante come quello di Junta: quando è eccitata il suo intestino si riempie d'aria che si vede costretta a liberare, con grande imbarazzo.
- Yokomori - capo di Karin Aoi.
- Oharu - intelligenza artificiale della navicella per il viaggio nel tempo di Aoi.
- Rurara Kawasaki - una dei discendenti di Mega Playboy.
- Mori - un ufficiale del governo del futuro che vuole approfittare della missione di Karin Aoi.
- Chiyo Momonari - madre di Junta.
- DNA Operator: operatori incaricati di modificare il tempo presente, tornando indietro nel tempo ed agendo sul corso della storia (e quindi si può dire incaricati di modificare il futuro). Il loro compito consiste nel modificare il DNA di alcuni personaggi particolari per evitare che delle anomalie, presenti all'interno del loro codice genetico, si sviluppino e causino problemi in futuro. Per farlo vengono dotati di una pistola particolare in grado di sparare proiettili speciali creati appositamente sul DNA del bersaglio. Una volta entrati nel corpo del bersaglio, questi proiettili, apportano delle modifiche al DNA per correggere le anomalie riscontrate nei discendenti del bersaglio nell'epoca da cui provengono i DNA Operator, in questo modo è possibile "curare" più persone dato che i discendenti acquisiscono il DNA "riparato".

## Manga
| Nº Ja | N° It | Titolo italiano Giapponese 「Kanji」 - Rōmaji | Data di prima pubblicazione        | Data di prima pubblicazione                    |
| Nº Ja | N° It | Titolo italiano Giapponese 「Kanji」 - Rōmaji | Giapponese                         | Italiano                                       |
| 1     | 1-2   | Volume 1 Volume 2 「D・N・A2 ～何処かで失くしたあいつのアイツ 1」 - DNA² Dokokade nakushita aitsuno aitsu 1 | 2 dicembre 1993 ISBN 4-08-871756-2 | 1º novembre 1995 1º dicembre 1995              |
| 1     | 1-2   | Capitoli - 1. Guai dal futuro (未来からのトラブルメーカー?, Mirai kara no toraburumēkā) - 2. Be my boy (つき合ってください?, Tsuki atte kudasai) - 3. La notte dei fuochi d'artificio (花火の夜?, Hanabi no yoru) - 4. Strategia perfetta (完ペキな作戦?, Kanpeki na sakusen) - 5. Comportamenti imprevisti (意外な行動?, Igai na kōdō) - 6. Perfect Junta (パーフェクト純太?, Pāfekuto Junta) - 7. Invincibile (男も女もまとめて無敵?, Otoko mo onna mo matemete muteki) |                                    |                                                |
| 2     | 2-3   | Volume 2 Volume 3 「D・N・A2 ～何処かで失くしたあいつのアイツ 2」 - DNA² Dokokade nakushita aitsuno aitsu 2 | 4 aprile 1994 ISBN 4-08-871757-0   | 1º dicembre 1995 1º gennaio 1996               |
| 2     | 2-3   | Capitoli - 8. La pallottola con la linea rossa (赤いラインの弾丸?, Akai rain no dangan) - 9. First kiss (ファーストキス?, Fāsuto kisu) - 10. La trasformazione di Riyuji (竜二の変化?, Ryūji no henka) - 11. Un potere meraviglioso (すばらしき能力?, Subarashiki nōryoku) - 12. La trasformazione (心の変化?, Kokoro no henka) - 13. Trapianto (移植?, Ishoku) - 14. La forza di quattro uomini (４人の力?, Yonin no chikara) - 15. Differenza di livello (レベルの差?, Reberu no sa) - 16. Avanzamento (前進?, Zenshin)                                                               |                                    |                                                |
| 3     | 3-4-5 | Volume 3 Volume 4 Volume 5 「D・N・A2 ～何処かで失くしたあいつのアイツ 3」 - DNA² Dokokade nakushita aitsuno aitsu 3 | 4 luglio 1994 ISBN 4-08-871758-9   | 1º gennaio 1996 1º febbraio 1996 1º marzo 1996 |
| 3     | 3-4-5 | Capitoli - 17. Metamorfosi (変身?, Henshin) - 18. La sfida di Karin (かりんの挑戦?, Karin no chōsen) - 19. Punizione (制裁?, Seisai) - 20. Scontro finale (決戦！！?, Kessen!!) - 21. Il potere della menzogna (偽りの力?, Itsuwari no pawā) - 22. Guida pericolosa (暴走?, Bōsō) - 23. Il potere supremo (究極の能力?, Kyūkyoku no nōryoku) - 24. L'ultima speranza (最後の望み?, Saigo no nozomi) - 25. Rovina (崩壊?, Hōkai) - 26. Il vincitore (勝利者?, Shōrisha) |                                    |                                                |
| 4     | 5-6   | Volume 5 Volume 6 「D・N・A2 ～何処かで失くしたあいつのアイツ 4」 - DNA² Dokokade nakushita aitsuno aitsu 4 | 4 ottobre 1994 ISBN 4-08-871759-7  | 1º marzo 1996 1º aprile 1996                   |
| 4     | 5-6   | Capitoli - 27. A un passo dalla decisione (決心の一歩前?, Kesshin no ippo mae) - 28. Il secondo dall'angolo (端から２番目?, Hashi kara no nibanme) - 29. Un cuore infranto (乙女心のキズ?, Otome kokoro no kizu) - 30. L'obiettivo di Junta (純太の目的?, Junta no mukuteki) - 31. La promessa peggiore (最悪の約束?, Saiaku no yakusoku) - 32. Presagio di trasformazione (変身の前兆?, Henshin no zenchō) - 33. Il corso intensivo (さあ特訓！！?, Saa tokkun!!) - 34. Punto di partenza (ふりだし?, Furidashi) - 35. Situazione pericolosa (けっこうヤバめ・・・?, Kekkō yaba me...) |                                    |                                                |
| 5     | 7     | Volume 7 「D・N・A2 ～何処かで失くしたあいつのアイツ 5」 - DNA² Dokokade nakushita aitsuno aitsu 5 | 3 febbraio 1995 ISBN 4-08-871760-0 | 1º maggio 1996                                 |
| 5     | 7     | Capitoli - 36. La vera Kotomi (ナチュラル?, Nachuraru) - 37. La crescita (成長?, Seichō) - 38. Un errore di calcolo (計算違い?, Keisanchigai) - 39. Un ospite indesiderato (招かれざる来訪者?, Manekare zaru raihōsha) - 40. Risveglio per la distruzione (破滅への覚醒?, Hametsu e no Kakusei) - 41. Demon Junta (克服?, Kokufuku) - 42. La fine e l'inizio (終わり、そしてはじめり・・・?, Owari, soshite hajimeri...) |                                    |                                                |

## Anime

### Episodi
| Nº | Titolo italiano Giapponese 「Kanji」 - Rōmaji                                                                  | In onda          | In onda |
| Nº | Titolo italiano Giapponese 「Kanji」 - Rōmaji                                                                  | Giapponese       |         |
| 1  | La ragazza venuta dal futuro - Karin 「未来からの少女 かりん」 - mirai kara no shōjo karin                     | 7 ottobre 1994   |         |
| 2  | La nascita del Mega Playboy - Junta 「メガプレ誕生! 純太」 - megapure tanjō ! jun ta                           | 14 ottobre 1994  |         |
| 3  | La notte della festa - Ami 「祭りの夜に 亜美」 - matsuri no yoru ni ami                                        | 21 ottobre 1994  |         |
| 4  | Per chi è la collana? - Tomoko 「ネックレスは誰に? 倫子」 - nekkuresu wa dare ni ? noriko                      | 28 ottobre 1994  |         |
| 5  | Non posso dirlo a nessuno! - Kotomi 「誰にも言えない! ことみ」 - dare nimo ienai ! kotomi                      | 4 novembre 1994  |         |
| 6  | Cosa ha fatto Junta a Kotomi? 「純太はことみに何をした?」 - junta wa kotomi ni nani wo shita ?                 | 11 novembre 1994 |         |
| 7  | Voglio darti tutto di me! 「私のすべてをあげたいの!」 - watashi no subete wo agetai no !                       | 18 novembre 1994 |         |
| 8  | Mi sei sempre stato vicino 「ずっとあなたがそばにいた」 - zutto anata ga soba ni ita                           | 25 novembre 1994 |         |
| 9  | Ma il proiettile colpisce il petto di Ryuji... 「その弾丸は竜二の胸に…」 - sono dangan wa ryūji no mune ni ... | 2 dicembre 1994  |         |
| 10 | Il pericoloso potere del pericolosissimo Ryuji 「アブナイ竜二の危ない能力」 - abunai ryūji no abunai nōryoku   | 9 dicembre 1994  |         |
| 11 | Guai a te se diventi il Mega Playboy!! 「メガプレになっちゃダメ!!」 - megapure ni naccha dame !!               | 16 dicembre 1994 |         |
| 12 | Addio, Mega Playboy 「バイバイメガプレイボーイ」 - baibai megapureiboi                                         | 23 dicembre 1994 |         |

### OAV
| Nº | Titolo italiano Giapponese 「Kanji」 - Rōmaji                                             | In onda          | In onda |
| Nº | Titolo italiano Giapponese 「Kanji」 - Rōmaji                                             | Giapponese       |         |
| 1  | Un'altra macchina del tempo 「もう一つのタイムマシン」 - mō hitotsu no taimumashin        | 21 febbraio 1995 |         |
| 2  | Un qualcosa lasciato 100 anni nel futuro 「100年後の忘れもの」 - 100 nengo no wasure mono | 25 aprile 1995   |         |
| 3  | Non ti dimenticherò mai 「ぼくはあなたを忘れない」 - boku wa anata wo wasurenai           | 25 giugno 1995   |         |

### Doppiaggio
- Junta - Keiichi Nanba - Marco Baroni
- Karin Aoi - Miina Tominaga - Barbara Berengo Gardin
- Ami - Hiroko Kasahara - Barbara De Bortoli
- Tomoko - Megumi Hayashibara - Federica De Bortoli
- Ryuji - Takehito Koyasu - Alessandro Quarta
- Kotomi - Hekiru Shiina - Beatrice Margiotti
- Yokomori - Ryunosuke Ohbayashi - Michele Kalamera
- Oharu - Eiko Yamada - Graziella Polesinanti

### Sigle
- Apertura - Blurry Eyes di L'Arc~en~Ciel
- Chiusura - Single Bed di Sharan Q